# Pizzo Bianco (Alpy Retyckie)
Pizzo Bianco (niem. Piz Alv, czasem też Crast'Alva) to szczyt w masywie Berninagruppe, w Alpach Retyckich. Leży w południowo-wschodniej Szwajcarii, w kantonie Gryzonia.
Szczyt ten leży między dolinami Val Rosegz a Val Morteratsch. Pobliskie szczyty to Piz Prievlus (3613 m) i Piz Morteratsch (3754 m).